# 霍賈文德
霍賈文德是亞塞拜然霍賈文德區的首府。2023年前由阿爾察赫共和國統治，是馬爾圖尼區的首府。距離漢肯德約41公里，海拔高度390米，該地區自新石器時代有人類居住，2005年人口4,878。